# Fokker M.5
O Fokker M.5 foi um avião monoplano, monomotor, monoposto em configuração de tração e sem armamentos, projetado e construído por Anthony Fokker em 1913, servindo como avião de reconhecimento leve no Exército Imperial Alemão no início da Primeira Guerra Mundial. 
O Fokker M.5 foi também a base para o primeiro avião de caça bem sucedido a entrar em serviço na Alemanha, o Fokker E.I.  a partir de 1915 até meados de 1916, durante a Primeira Guerra Mundial.

## Histórico
O desenho de Anthony Fokker para o M.5 era muito baseado no monoplano francês Morane-Saulnier H - no entanto, ao invés uma estrutura de "caixa" feita de madeira do "Tipo H", Fokker usou uma estrutura tubular de aço soldada.
O motor era um Gnome Lambda de 7-cilindros giratório, construído sob licença pela Oberursel com a designação de U.0. Como o Morane original, a cauda e os profundores eram completamente móveis, não tendo seções fixas. Existiam duas versões do M.5 em relação à envergadura: a "longa", "M.5L" e a curta (kurz), "M.5K". O M.5 era leve, forte e manobrável, com capacidade acrobática, apesar de, como todos os aviões baseados no antigo estilo dos Morane com profundores balanceados, ele tinha controles extremamente sensíveis para os movimentos de subida e descida. Fokker em pessoa demonstrou o M.5 em Johannisthal em Maio e Junho de 1914, ganhando alguns prêmios. 
O Exército Imperial Alemão adotou a versão militarizada do M.5L, fabricado por Halberstadt e designado como A.II. Uma versão de dois lugares, conhecida como M.8 também entrou em serviço com a designação de A.I fabricado por Fokker. Estes aviões eram usados nas frentes Oriental e Ocidental nos primeiros estágios da Guerra. No início de 1915, foram encomendados dez M.5K, designados como A.III, mas antes da entrega, cinco deles foram modificados, sendo equipados com uma única metralhadora Parabellum MG 14 de 7,92 mm, tornando-se os cinco protótipos de produção do M.5K/MG, ou Fokker E.I na designação militar.

## Variantes

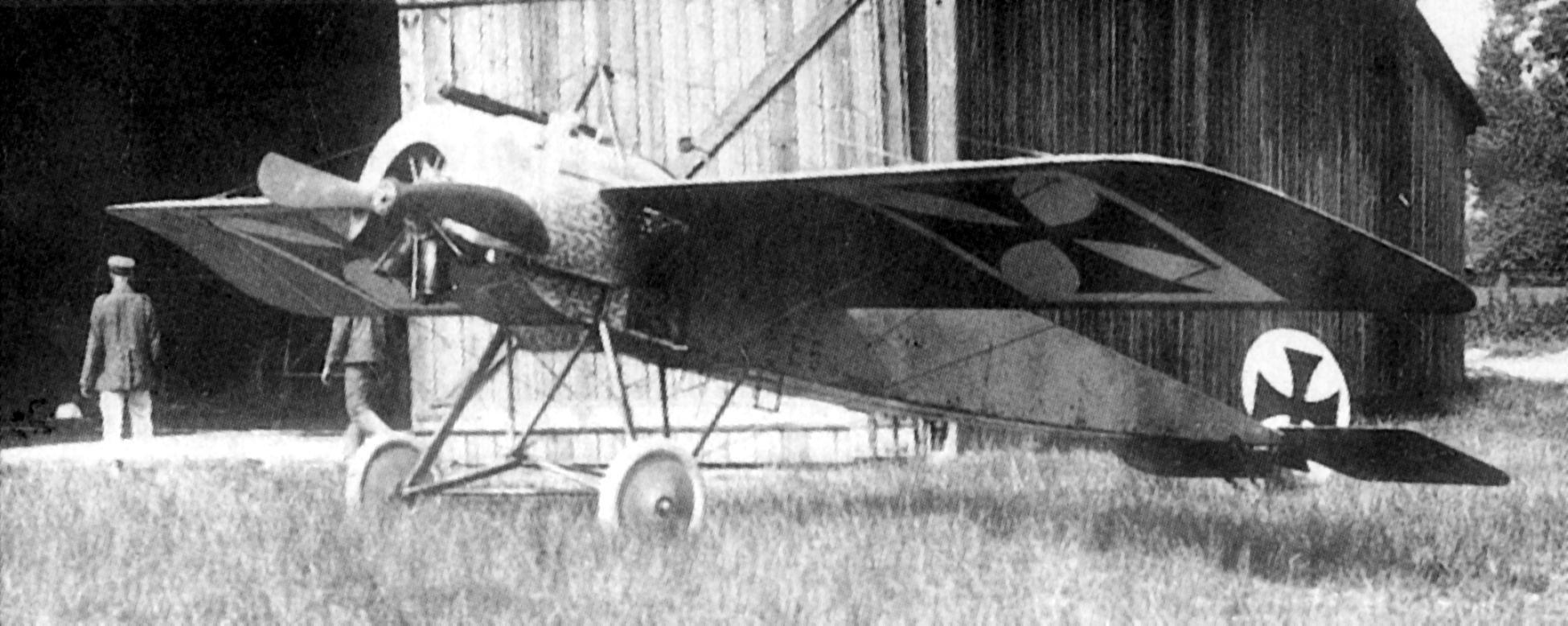
O Fokker M.5K/MG usado por Kurt Wintgens no seu combate aéreo pioneiro de 1 de Julho de 1915.

Fokker M.5K
K de Kleine - Asas de menor envergadura.
Fokker M.5L
L de Lange - Asas de maior envergadura.
Fokker M.5K/MG
Modelo de pré produção, o sufixo "MG" era de maschinengewehr - metralhadora, cinco construídos (ver A.III).

## Usuários
- Império Alemão
- Áustria-Hungria